# Progressione del record italiano della staffetta 4×400 metri mista
La voce seguente illustra la progressione del record italiano della staffetta 4×400 metri mista di atletica leggera.
Il primo record italiano misto di questa disciplina venne ratificato il 30 luglio 2021. Le staffette sono composte da due uomini e due donne.

## Progressione
| Tempo   | Squadra           | Atleti                                                        | Luogo    | Data           | Note  |
| ------- | ----------------- | ------------------------------------------------------------- | -------- | -------------- | ----- |
| 3'16"12 | Squadra nazionale | Giancarla Trevisan, Raphaela Lukudo, Andrew Howe, Davide Re   | Yokohama | 11 maggio 2019 | [ 1 ] |
| 3'13"51 | Squadra nazionale | Edoardo Scotti, Alice Mangione, Rebecca Borga, Vladimir Aceti | Tokyo    | 30 luglio 2021 |       |
| 3'10"69 | Squadra nazionale | Luca Sito, Anna Polinari, Edoardo Scotti, Alice Mangione      | Roma     | 7 giugno 2024  |       |